# Platyrinchus
A Platyrinchus a madarak (Aves) osztályának verébalakúak (Passeriformes) rendjébe és a királygébicsfélék (Tyrannidae) családjába tartozó nem.

## Rendszerezésük
A nemet Anselme Gaëtan Desmarest francia zoológus írta le 1805-ben, az alábbi 7 faj tartozik ide:
- sárgafejű királykatirannusz (Platyrinchus coronatus)
- Platyrinchus flavigularis
- Platyrinchus leucoryphus
- Platyrinchus cancrominus
- Platyrinchus saturatus
- Platyrinchus platyrhynchos
- fehértorkú királykatirannusz (Platyrinchus mystaceus)

## Előfordulásuk
Mexikó, Közép-Amerika és Dél-Amerika területén honosak. Természetes élőhelyeik a szubtrópusi és trópusi esőerdők, mocsári erdők, száraz erdők és cserjések. Állandó, nem vonuló fajok.

## Megjelenésük
Testhosszuk 9-12 centiméter körüli.